# Tiefenbeek
Das Tiefenbeek ist ein knapp 3 km langer Nebenfluss der Sieber, südlich der Ortschaft Sieber im Landkreis Göttingen in Niedersachsen. Er entspringt auf 600 m Höhe beim Höhenzug Aschentalshalbe. Nachdem er kurz nordwestlich und westlich fließt, wendet sich der Bach in südwestliche Richtung, wobei er durch den Breitentalskopf von der Sieber getrennt wird. Danach wendet er sich nach Nordnordwesten und mündet auf einer Höhe von etwa 320 m im Ort Sieber in die Sieber. Der Name Tiefenbeek stammt vom Umstand der Tiefe des Breitentals und der mittelniederdeutschen Bezeichnung für Bach.